# 陳達 (隆武恩貢)
陳達（17世紀—17世紀），字克亨，福建福州府長樂縣江田人，明朝、南明政治人物。

## 生平
陳達是萬曆二十九年進士陳訏謨之孫，年輕時補諸生，和陳聖泰、程坤同學，二人因事遭誣陷，提學即將治罪，他上書證明對方清白而知名。隆武年間陳達成恩貢，獲授鴻臚寺主簿，歷任鳴贊、錦衣衛經歷；魯王朱以海入閩，起用他為兵部職方司郎中，擢任鴻臚寺卿，不順從專政的鄭彩。監國魯三年（1648年）東閣大學士熊汝霖遇害，他與陳希友、熊日繪、湯供、崔相、陳豸彈劾鄭彩逆惡，並悲傷的棄官而去，其後遁居海島終老。

## 引用
1. 1 2  錢海岳《南明史·卷七十九·列傳第五十五》：（監國魯三年，熊）汝霖死，眾莫敢言。陳達、陳希友、熊日繪、湯供、崔相、陳豸皆劾（鄭）彩逆惡，大慟棄官去。……達，字克亨，天興長樂人。隆武時恩貢。歷鴻臚鳴贊，御營錦衣經歷。王入閩，遷職方郎中，鴻臚卿。侃侃持正議。居海島卒。
2. ↑  民國《長樂縣志·卷二十四·列傳四》：陳訏謨，字以弼，一字蓮湖，江田人，萬歷辛丑進士。……孫達，字克亨，早歲補諸生，同學有陳聖泰、程坤者負時名，為人所中，提學將治之，達白其事得免，由此知名。唐王時以恩貢生授鴻臚寺主簿，遷錦衣衛經歷；魯王入閩，起職方郎中，擢鴻臚寺卿。時鄭彩專政，達獨不阿，魯王敗，達遁居海島以卒。